# Терапонт Кипарски
Терапонт је био епископ кипарски. Пре тога монах и подвижник на острву Кипру. Због хришћанског живота добио је чин епископски. За време једног гоњења хришћана мучен је за Христа. Његово тело почивало је у једној цркви на Кипру. У хришћанској традицији се помиње да се, када су за време владавине цара Никифора 806. године, напали Агарјани на острво Кипар, Терапонт јавио тутору те цркве, рекао му да ће неверници напасти на Кипар, и наредио му да његове мошти пренесе у Цариград. Тутор је то одмах и учинио. У хришћанској традицији помиње се и да када је лађа са ћивотом кренула морем, дигла се велика бура, али око лађе је море било тихо, и из ћивота се разлевао мирис благоухани по целој лађи и унаоколо. Тада је тутор отворио ћивот, и сви су га видели напуњеног миром, изливеним из моштију светитељских. Хришћани верују да су се тим миром многи болесници намазали и оздравили. У Цариграду се саградила црква над моштима Терапонтовим.
Српска православна црква слави га 25. маја по црквеном, а 7. јуна по грегоријанском календару.